# Podologie
Podologie is een vakgebied gericht op het behandelen en voorkomen van klachten ten gevolge van een verkeerde stand of functie van de voeten en/of tenen. De podologie richt zich niet alleen op de voet zelf, maar ook op afwijkingen aan het gehele bewegingsapparaat die voortvloeien uit voetproblemen. De naam is afgeleid van het Griekse pous (πούς) - genitief podos (ποδός) - voor "voet" en logos (λόγος) voor "taal/onderwijs". Het vakgebied is breed en overlapt met de interne geneeskunde (diabetologie), dermatologie, chirurgie en orthopedie . Ze omvat preventieve en curatieve therapeutische maatregelen voor alle aspecten van de voet. 

## Behandeling
Binnen de podologie worden mensen behandeld met voetklachten en/of klachten die (zijn) ontstaan door een afwijkend functioneren van de voet(en), een afwijkende voetstand en/of een afwijkend looppatroon. Het gaat over het algemeen om pijn aan en/of last van de voeten, enkels, knieën, heupen en/of rug. De behandeling kan bestaan uit het aan de voet toepassen van corrigerende en/of beschermende technieken, zoals een orthese en schoen- en zoolcorrecties en het adviseren van patiënten. Het doel van deze behandelingen is het opheffen, verminderen of compenseren van klachten.
Wetenschappelijk onderzoek heeft uitgewezen dat podotherapeutische interventies effectief kunnen zijn bij diverse aandoeningen, zoals hallux valgus en fasciitis plantaris  Daarnaast blijkt uit onderzoek dat podotherapeutische interventies kunnen bijdragen aan de preventie van voetcomplicaties bij chronische aandoeningen als diabetes mellitus en reuma.De wetenschappelijke onderbouwing van podotherapie is constant in ontwikkeling, daar er diverse langdurige onderzoeksprojecten lopen. Een wetenschapscommissie en wetenschapsraad volgen ontwikkelingen in wetenschappelijk onderzoek en leveren een bijdrage aan de uitvoering van wetenschappelijk onderzoek.

### Diabetespodologie
Het tijdig onderkennen van en reageren op diabetesproblematiek is absoluut noodzakelijk om een goede zorg voor patiënten met diabetes mellitus te kunnen garanderen. Inmiddels hebben ruim 900.000 Nederlanders diabetes mellitus en ieder jaar komen er nog eens zo’n 70.000 diabetespatiënten bij. Bovendien hebben naar schatting circa 250.000 mensen diabetes zonder dat ze het weten.
Als iemand diabetes mellitus heeft, zijn voetcomplicaties de ernstige en zeer dure complicaties van deze ziekte. In Nederland krijgt ongeveer 15% van alle diabetespatiënten een ulcus. Amputatie is een reëel risico als behandeling niet of niet tijdig plaatsvindt. Meer dan 70% van alle amputaties van tenen (>3.000 per jaar) of (onder)been (> 2.000 per jaar) wordt uitgevoerd bij diabetespatiënten en in 85% van deze amputaties gaat daaraan een ulcus vooraf. Meer dan 70% van alle diabetespatiënten die een amputatie hebben ondergaan, overlijdt binnen 5 jaar na die amputatie.

### Sportpodologie
Naar schatting telt Nederland ongeveer vijf miljoen amateur- en professionele sporters. Veel van hen ondervinden vroeg of laat klachten aan voeten en/of enkels waardoor zij korte of langere tijd niet of minder kunnen sporten. Sportpodologie richt zich op het voorkomen, herkennen en behandelen van klachten bij atleten van elk niveau met als doel de kwaliteit van het sporten te verbeteren.

## Beroepen
Er zijn verschillende beroepsgroepen die binnen de podologie actief zijn. 
- Orthopedisch schoenmaker, paramedicus die zich bezighoudt met het maken van schoenen voor mensen met podologische klachten
- Podoloog, paramedicus die zich met de therapeutische of paramedische kant van de voetverzorging bezighoudt; kennis en vakinhoud is per land verschillend
- Podotherapeut, een podoloog met een in Nederland wettelijk erkende paramedische titel en ingeschreven in het Kwaliteitsregister Paramedici
- Registerpodoloog, een podoloog met een opleiding op HBO-niveau en ingeschreven als registerpodoloog
- Paramedisch chiropodist, een podoloog voor paramedische voetbehandeling, in Nederland met een opleiding op MBO-4-niveau[4]